# Elijah Jones
Elijah Jones (New York, 8 gennaio 2000) è un giocatore di football americano statunitense che milita nel ruolo di cornerback per gli Arizona Cardinals della National Football League (NFL).

## Carriera universitaria
Jones nella sua prima stagione al Boston College nel 2018 disputò quattro partite, mettendo a segno 6 tackle e 4 passaggi deviate. Nel 2019 disputò tutte le 13 partite, di cui tre come titolare, con 27 placcaggi e un passaggio deviato. L’anno seguente totalizzò 36 tackle e 5 passaggi deviati. Nel 2021 disputò come titolare 11 gare su 12 con 28 tackle, 5 passaggi deviati e un fumble forzato. Nel 2022 migliorò salendo a 34 tackle, di cui 3 con perdita di yard, 13 passaggi deviate e 2 intercetti. Fece ritorno per un’ultima stagione nel 2023, mettendo a segno 25 placcaggi, 5 intercetti e 8 passaggi deviati. Chiuse la sua carriera nel college football con 55 presenze, 156 tackleHe ended his collegiate career having appeared in 55 games and posted 156 tackles, 36 passaggi deviati e 7 intercetti. Fu invitato all’Hula Bowl e in seguito al Senior Bowl. Partecipò anche alla NFL Scouting Combine.

## Carriera professionistica

### Arizona Cardinals
Jones fu scelto nel corso del terzo giro (90º assoluto) del Draft NFL 2024 dagli Arizona Cardinals. Il 29 agosto fu inserito in lista infortunati.